# Pannenset
Das Reifenpannen-Set (auch Reifenreparaturkit) ersetzt in vielen Fahrzeugen den Reservereifen. Ein Pannenset für das Auto besteht im Wesentlichen aus einem speziellen Reifendichtmittel oder einem Reifendichtgel, zumeist auf Latexbasis. Das Reifendichtmittel wird entweder bei einer Quetschflasche in den Reifen eingedrückt oder aber mittels eines Kompressors, der am Zigarettenanzünder angeschlossen wird, in den defekten Reifen eingefüllt. Der Kompressor dient auch zum Aufpumpen eines Reifens. Mit solchen Pannensets können nur kleine Schäden wie kurze Schnitte durch Einstiche vorübergehend behoben werden. Das Fahrzeug kann dann mit niedriger Geschwindigkeit über eine begrenzte Strecke zum nächsten Reparaturbetrieb bewegt werden.
Problematisch ist, dass provisorisch geflickten Reifen häufig nicht vom Reifenfachmann zur Reparatur angenommen werden. Es muss dann ein neuer Reifen gekauft werden, obwohl der defekte Reifen möglicherweise reparabel wäre. Bei Autos, die mit bestimmten Reifendruck-Kontrollsystemen ausgerüstet sind, kann u. U. der Reifendrucksensor durch das Dichtmittel unbrauchbar gemacht werden. In diesen Fällen wäre es günstiger, ein konventionelles Not- oder Reserverad zu verwenden, um den Originalreifen später vergleichsweise preisgünstig im Reifenfachbetrieb reparieren zu lassen. 
Im Vergleich zu vollwertigen Ersatzrädern oder zu den kleiner dimensionierten Noträdern stellen Pannensets nur eine Hilfsmaßnahme dar, die auch nur in Gegenden mit guter Abdeckung von Reparaturbetrieben eingesetzt werden sollten. Sollte das Reifendichtmittel nicht zur Reparatur ausreichen, kann dann kurzfristig ein neuer Reifen herbeigeschafft werden.
Beweggrund zur Einführung der Pannensets war unter anderem die Gewichtsreduzierung und die CO2-Einsparung durch Erreichen einer niedrigeren Schwungmassenklasse.
Für Motorrad- und Fahrradreifen werden Pannensets in mit Treibmittel gefüllten Dosen angeboten. Das Treibgas wird hier gleichzeitig zum Wiederbefüllen des Reifens verwendet.
Pannensets verfügen über ein Mindesthaltbarkeitsdatum. Die enthaltenen Inhaltsstoffe sind nach einiger Zeit nicht mehr dazu in der Lage, ihre volle Wirkung zu entfalten und die Reifen ordnungsgemäß abzudichten.

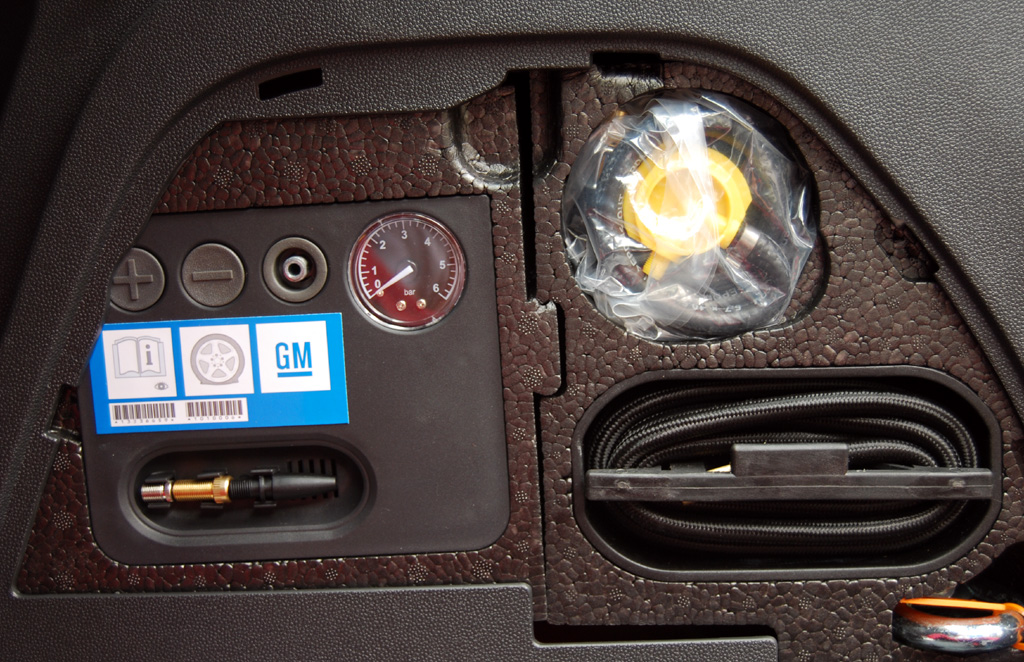
Unbenutztes Pannenset eines Opel Corsa Ds. Links der Kompressor mit Tülle und Manometer. Rechts oben das Reifendichtmittel, darunter ein Druckschlauch.
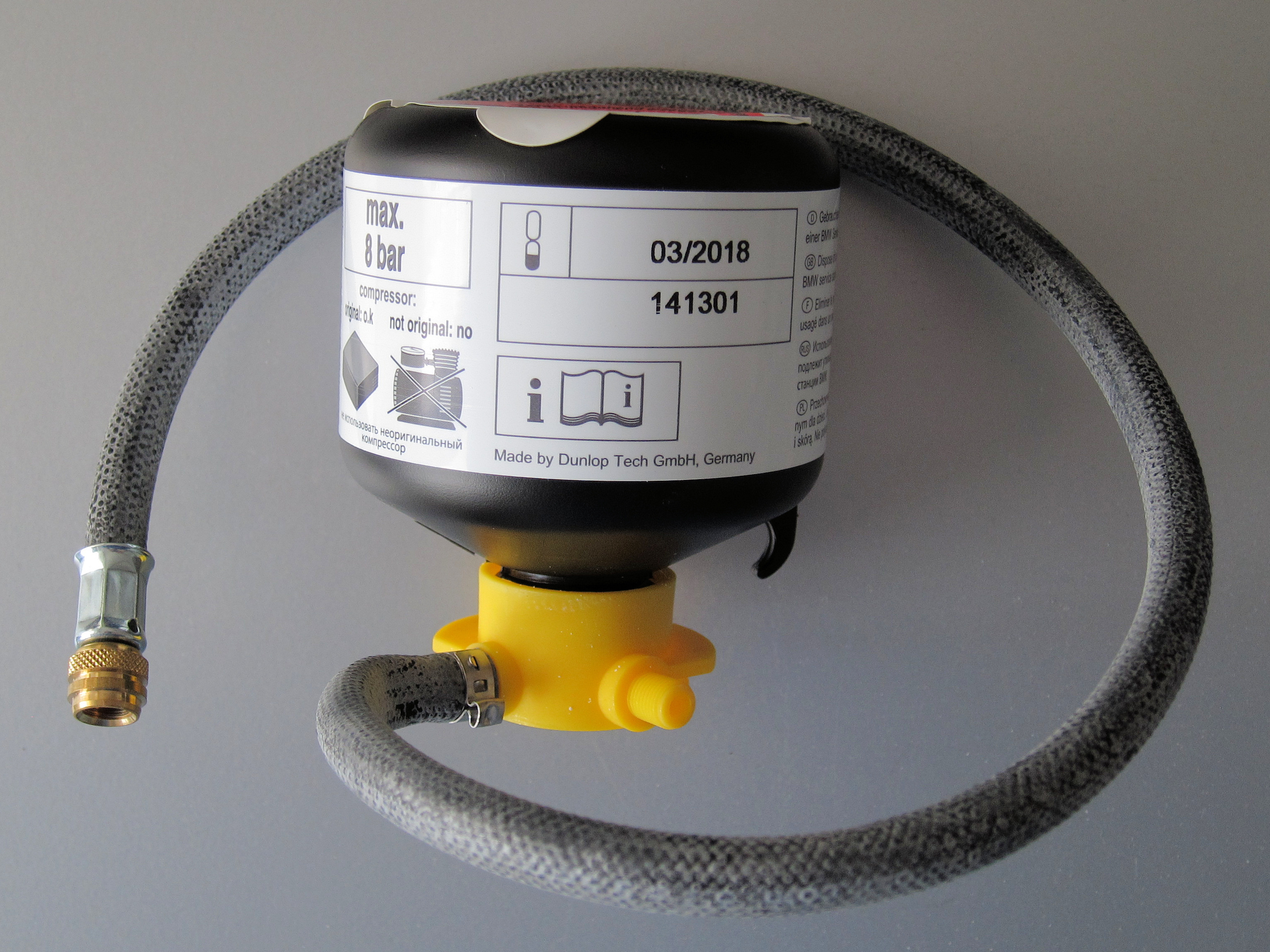
Dichtmittelflasche mit Haltbarkeitsdatum